# Финансијер (торта)
Финансијер је мали француски колач са бадемом, обично печен у малом калупу. Лаган и влажан, са оштрим спољашњим делом попут љуске, традиционални финансијер такође садржи беланца, брашно и шећер у праху. Калупи су обично мали правоугаони хлебови сличне величине као пети фур.
Првобитно направљен од визитатинских монахиња у 17. веку, финансијер је популаризован у 19. веку. Назив је добио од традиционалног правоугаоног калупа, који подсећа на златну полугу. Према другој традицији, колач је постао популаран у финансијској четврти Париза која окружује париску берзу, јер се могао дуго држати у џепу без оштећења.